# زاوية الكتف العلوية
تتشكل الزاوية العلوية للكتف (بالإنجليزية: superior angle of the scapula)‏ أو (بالإنجليزية: medial angle)‏ بتقاطع الحدود العلوية و الإنسية للوح الكتف ، و تقع على نفس مستوى الفقرة الصدرية الثانية تقريبا ، وهي رقيقة و ناعمة ومستديرة ، وتميل بعض الشّيء في الاتجاه الوحشي ، ويتصل عليها عدد قليل من ألياف العضلة الرافعة للكتف.

## صور إضافية

لوح الكتف الأيسر. الزاوية العلوية للكتف موضحة باللون الأحمر.
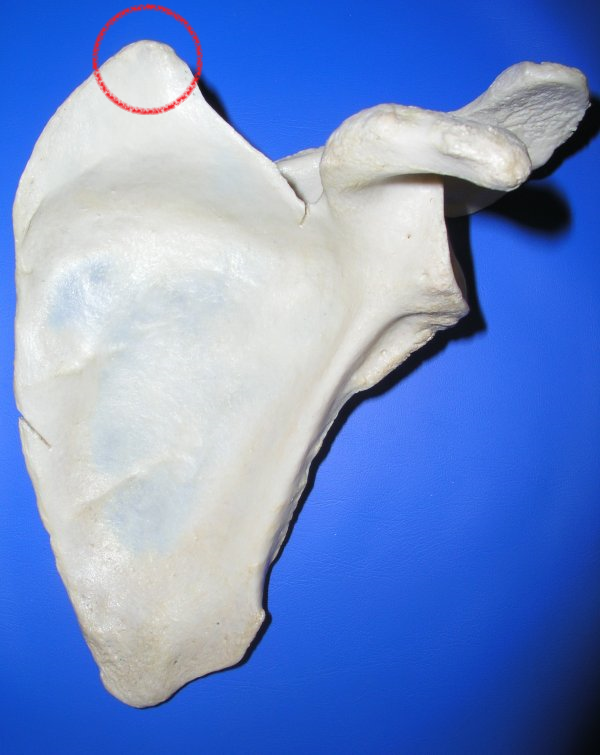
لوح الكتف الأيسر. عرض أمامي. الزاوية العلوية للكتف موضحة بالدائرة الحمراء.
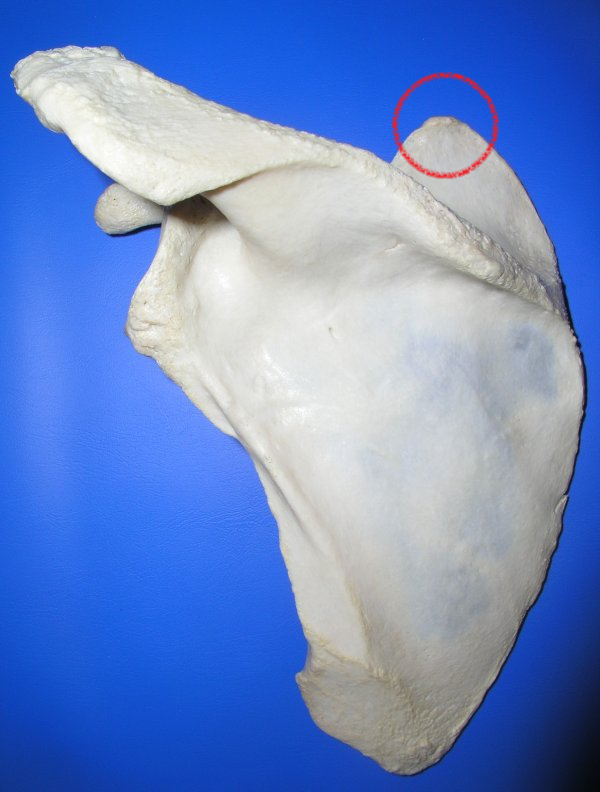
لوح الكتف الأيسر. عرض خلفي. الزاوية العلوية للكتف موضحة بالدائرة الحمراء.
الزاوية العلوية للكتف موضحة باللون الأحمر.
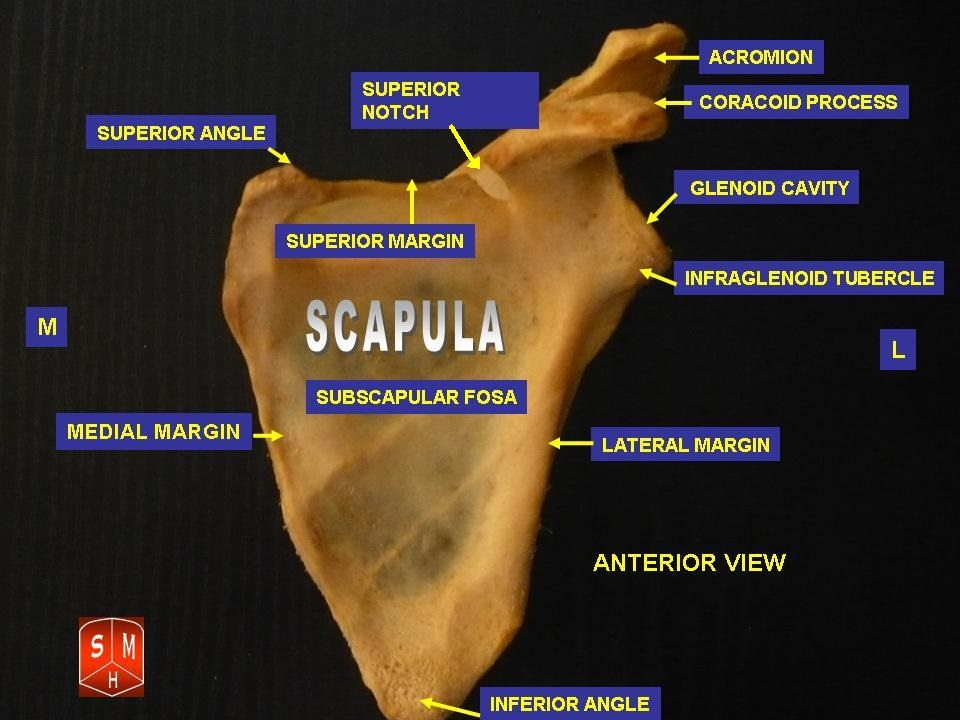
السطح الأمامي للكتف الأيسر. الزاوية العلوية للكتف موضحة بأعلى يسارالصورة.
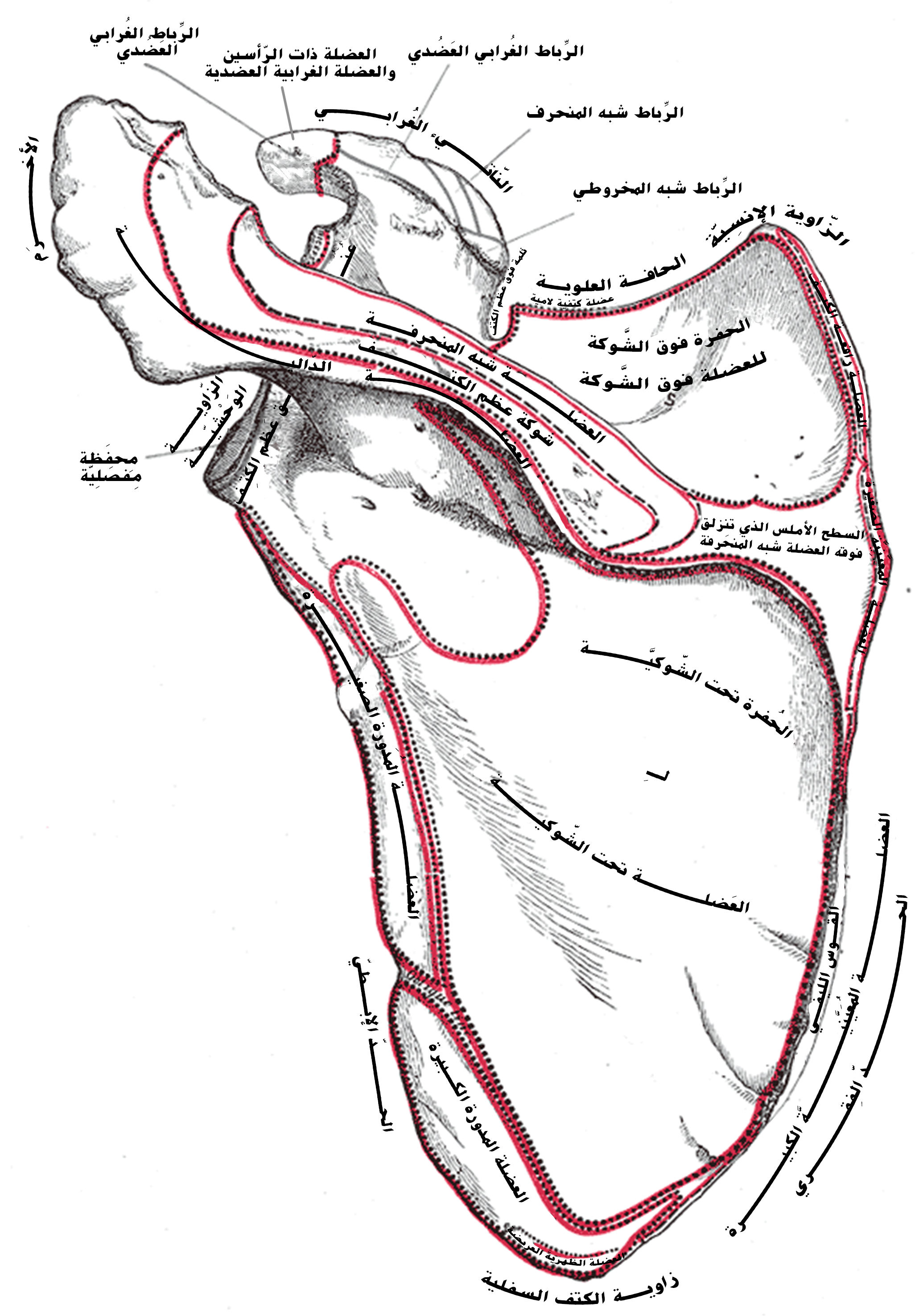
لوح الكتف الأيسر. عرض من الخلف. (الزاوية العلوية للكتف موسومة بـmedial angle في أعلي يمين الصورة.